# Vsauce

Логотип

Vsauce — бренд YouTube-каналу, створений інтернет-особистістю Майклом Стівенсом. Канали містять відеоматеріали, що належать до різних наукових і філософських галузей, а також ігор, техніки, культури та інших тем, що представляють широкий інтерес.

## Історія
24 червня 2010 року Майкл Стівенс запустив головний канал Vsauce. Спочатку програма каналу була зосереджена на відеоіграх, та проводилась різними ведучими. З часом Майкл став єдиним ведучим, а канал стає сумішшю інформаційної та інтернет-діяльності. Освітні сегменти стають більш популярними та єдиними, представленими на каналі з 9 вересня 2012 року. Згідно з епізодом № 18 «LÜT», на основному каналі Vsauce, назва «Vsauce» була створена за допомогою сайту Fake Name Generator.
У грудні 2010 року були відкриті канали Vsauce2 (7 грудня), і Vsauce3 (24 грудня). 25 липня 2012 року, був відкритий канал WeSauce.  
Vsauce був одним з найбільш швидко зростаючих каналів у вересні 2012 року. Протягом цього місяця, основний канал Vsauce досяг 1 млн підписників.  У тому ж місяці Білл Най знявся в одному з роликів основного каналу, де зосередився на жарті «Чому курка перебігла дорогу?».
У 2014 році Vsauce отримав нагороду Webby for People's Voice за найкращі новини та інформацію.
У 2014 та 2015 роках канал отримав премію Streamy Award за найкращий науково-освітній канал, шоу чи серіал.

### Статистика
Статистика каналів, станом на 29 грудня 2015 року
| Канал   | Підписники | Заг. кількість переглядів | Примітки |
| ------- | ---------- | ------------------------- | -------- |
| Vsauce  | 9 735 598  | 924 269 408               | [ 2 ]    |
| Vsauce2 | 3 504 323  | 515 304 354               | [ 5 ]    |
| Vsauce3 | 2,699,809  | 244 542 278               | [ 6 ]    |
| WeSauce | 176 803    | 3 922 465                 | [ 7 ]    |
| DONG    | 259 982    | 3 214 656                 | [ 12 ]   |